# Glaucidium tephronotum
El mochuelo de pecho rojo o mochuelo pechirojo  (Glaucidium tephronotum) es una especie de búho de la familia Strigidae.  Es nativa de África Central: Camerún, República Centroafricana, República Democrática del Congo, República Democrática del Congo, Costa de Marfil, Guinea Ecuatorial, Gabón , Ghana, Kenia, Liberia, Ruanda, Sierra Leona y Uganda.

## Subespecies
Se distinguen las siguientes subespecies reconocidas:
- Glaucidium tephronotum elgonense Granvik, 1934
- Glaucidium tephronotum medje Chapin, 1932
- Glaucidium tephronotum pycrafti Bates, 1911
- Glaucidium tephronotum tephronotum Sharpe, 1875